# (40440) Dobrovský
(40440) Dobrovský – planetoida z grupy pasa głównego asteroid okrążająca Słońce w ciągu 5 lat i 104 dni w średniej odległości 3,03 j.a. Została odkryta 11 września 1999 roku w obserwatorium astronomicznym w Ondřejovie przez Petra Pravca i Petera Kušniráka. Nazwa planetoidy pochodzi od Josefa Dobrovskiego (1753–1829), czeskiego językoznawcy, który opracował reguły pisanego języka czeskiego. Przed jej nadaniem planetoida nosiła oznaczenie tymczasowe (40440) 1999 RU34.